# Vicalvi
Vicalvi (Ucàluë IPA: /ukàlwə/ in dialetto vicalvese) è un comune italiano sparso di 714 abitanti della provincia di Frosinone.

## Geografia fisica

### Territorio

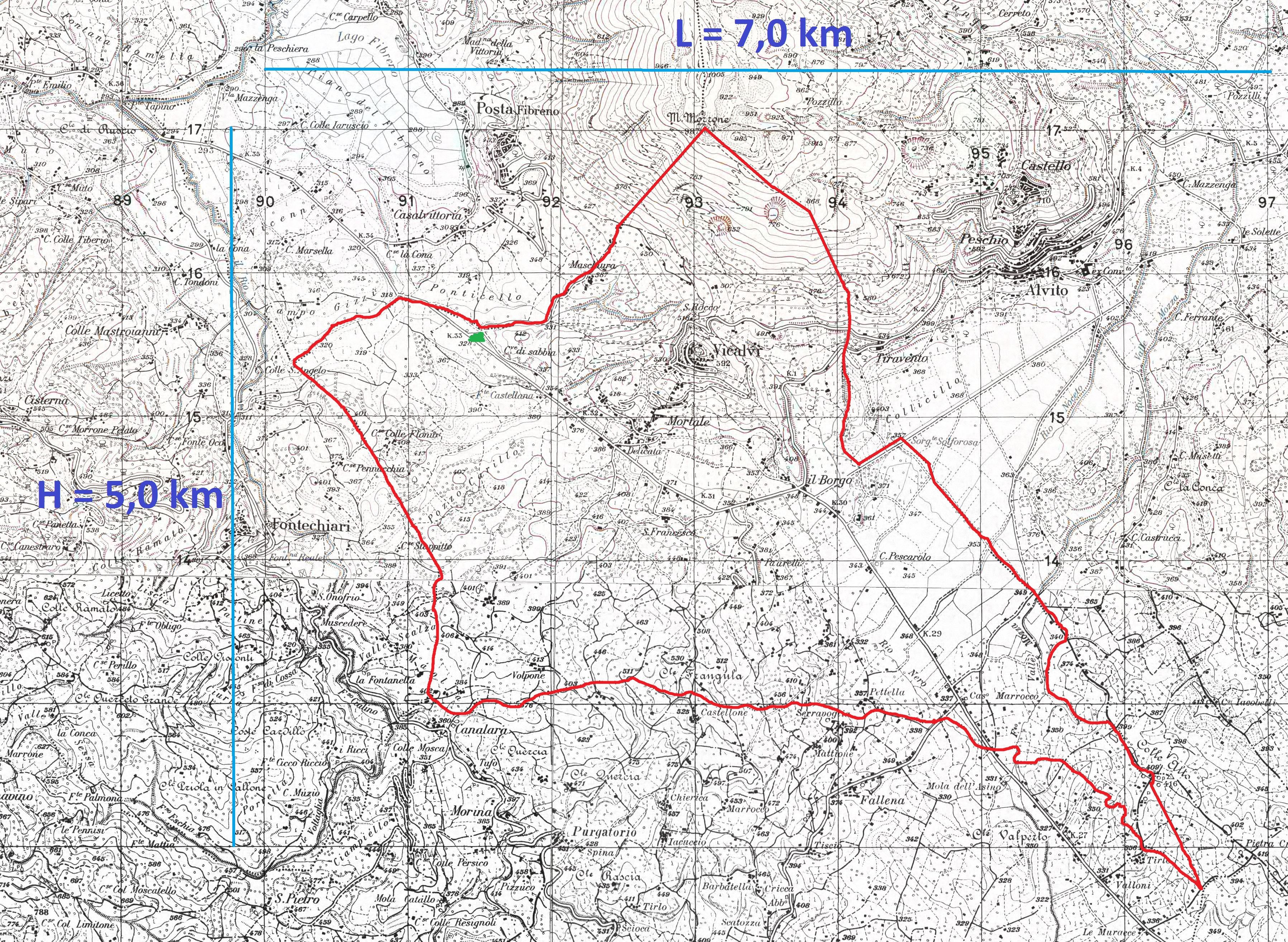
Cartina 1:25000 del territorio comunale

Si trova nella Valle di Comino nel versante laziale del Parco nazionale d'Abruzzo, Lazio e Molise. La parte più moderna e popolata del paese si sviluppa presso la località Delicata, lungo la strada statale 627 della Vandra; il centro storico, parte antica del paese, è dominato da un castello longobardo risalente all'XI secolo.

### Clima
- Classificazione climatica: zona E, 2148 GR/G

## Storia
Vicalvi dal nome Vicus Albus (ossia villaggio montano dal termine indoeuropeo Alb che significa "monte") e assediato nel Medioevo dai longobardi. Attualmente il borgo medievale di Vicalvi è uno dei centri abitati più piccoli e attivi della Valle di Comino in provincia di Frosinone, e presenta varie attrazioni turistiche medioevali. È costituito da vari centri: Delicata, Centro Storico, Colle D'Agnese, Mortale, Maschiuna, Castellana, Palombo, Borgo, S. Francesco, Colle Flonio. La località Delicata oggi rappresenta il nucleo principale del paese con la presenza del municipio, degli edifici della scuola dell'infanzia e della scuola primaria, del centro sociale, dell'impianto sportivo polivante, della caserma dei carabinieri e dei principali esercizi pubblici e commerciali. Il centro storico è ben conservato nonostante lo spopolamento maggiore. È praticamente composto da una strada che si snoda a serpentina sui fianchi del colle, fra due file di case. È dominato in alto dal vecchio Castello, nelle cui vicinanze c'è un palazzetto con portale rinascimentale e attorno diverse abitazioni antiche. In basso si trovano la piccola ma gradevole piazza Municipio su cui affacciano la vecchia sede del municipio (oggi sede della biblioteca comunale) e la chiesa parrocchiale di San Giovanni Battista ed Evangelista con interno barocco, con affreschi sulla volta e un pulpito ligneo anch'esso di stile barocco. Su un altare moderno vi è una formella novecentesca. La collina su cui sorge il centro storico è sormontata dal monte Morrone (970 m s.l.m), su cui è ben visibile Fossa Licia, una dolina di origine carsica. La località San Francesco è caratterizzata dalla presenza del convento di San Francesco che ha ospitato il santo di Assisi durante uno dei suoi viaggi. La località Borgo è invece caratterizzata oltre che dalla presenza di un vecchio nucleo di abitazioni dove un tempo era localizzata una stazione di posta, dalla presenza di insediamenti industriali ed artigianali.

### Simboli
Nello stemma comunale, liberamente utilizzato dal comune anche se privo di formale decreto di concessione, sono raffigurate due torri, da una delle quali esce un braccio che impugna una spada.

## Monumenti e luoghi d'interesse

### Architetture civili
- Palazzo comunale: situato nella parte bassa del borgo medievale in piazza Giovanni Paolo II.
- Biblioteca comunale: (ex municipio) situata nel centro storico del borgo medievale in piazza Municipio.

### Architetture religiose

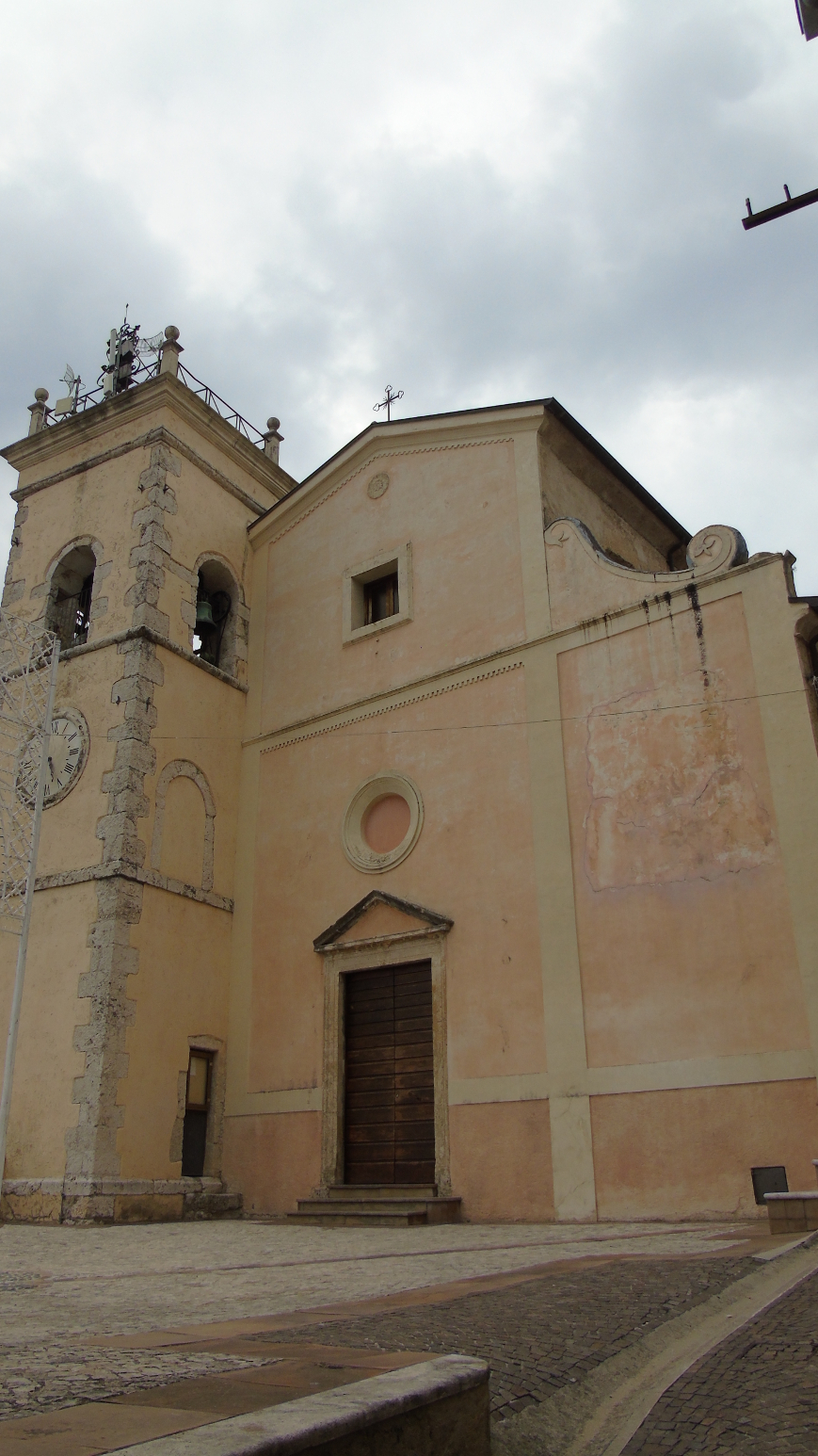
Chiesa San Giovanni Battista ed Evangelista, Vicalvi

Chiesa dei Santi Giovanni Battista ed EvangelistaContiguo al borgo medioevale è il borgo antico, fatto di case vecchie di alcuni secoli e alcune ancora abitate, che comprende anche la chiesa dei Santi Giovanni Battista ed Evangelista. Dalle vie e piazze del borgo antico si possono scorgere la Valcomino ad est e la valle del Liri ad ovest. Lungo la strada che porta ad Alvito si trova la piccola chiesetta di San Rocco.
Convento di San Francescoa poca distanza sorge l'antico convento di San Francesco, fondato da Francesco d'Assisi nel 1222 nel luogo dove si dice che abbia fatto sgorgare acqua dalla roccia creando una fonte. Il convento conserva vari ricordi legato al santo di Assisi, quali un crocifisso in legno del X secolo dinanzi al quale Francesco era solito a pregare, un pezzo di tavola che gli serviva da cuscino, un recipiente di marmo denominato "Botticino di San Francesco" utilizzato per contenere il vino da messa, e parte del cappuccio di rozza lana grigia da lui utilizzato. La fama di questo convento è dovuta anche all'apparizione al Santo di un angelo con l'ampolla che è ritratto in un dipinto nella cappella dell'Angelo del convento.

### Architetture militari

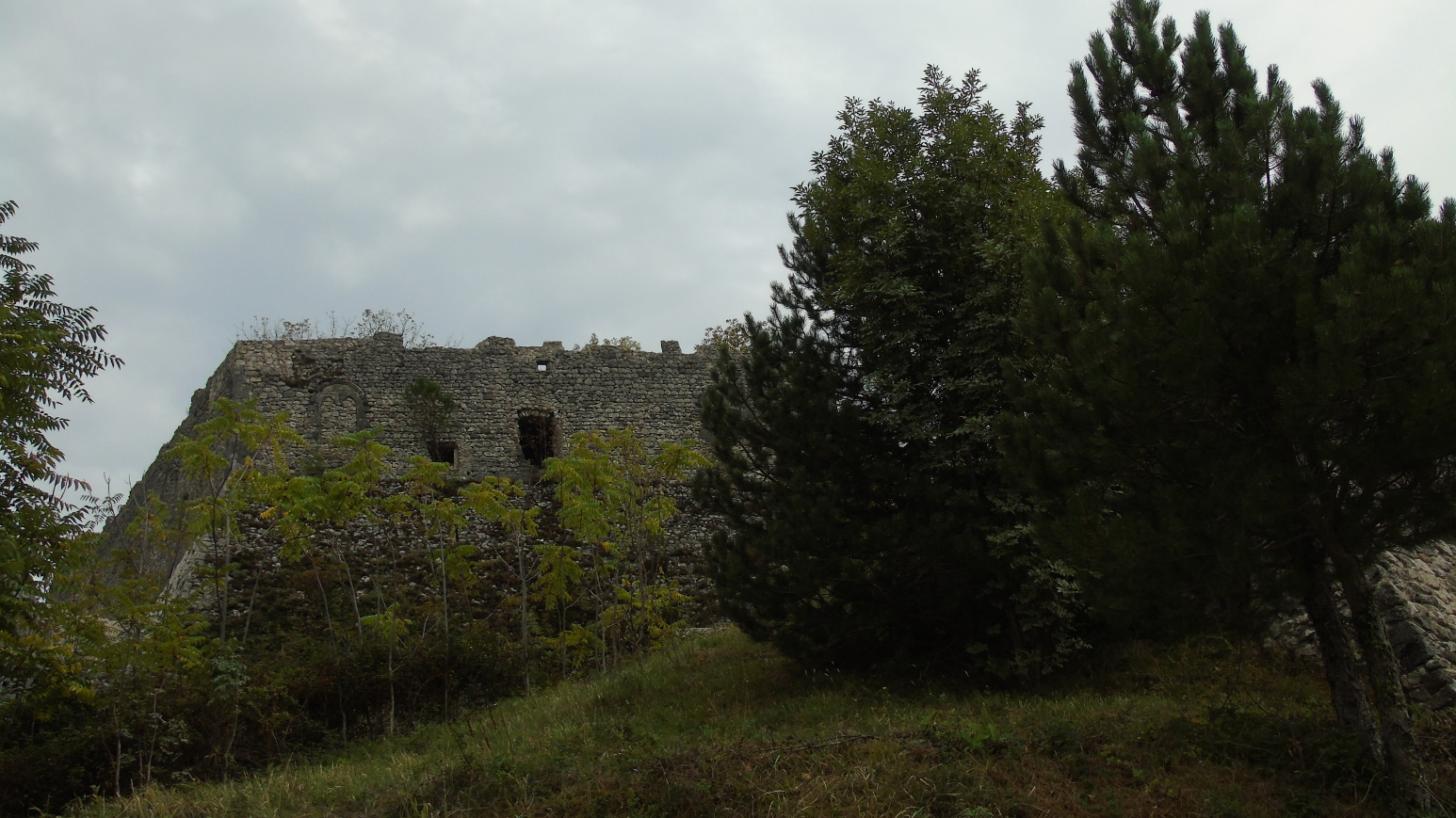
Castello di Vicalvi

Castello Longobardo di Vicalviil comune di Vicalvi è situato su un colle della Valle di Comino. Sulla cima, a 590 m s.l.m., svetta un castello denominato "Castello Longobardo" risalente all'XI secolo (visitabile su richiesta da effettuare al comune) si ha l'immediata impressione del suo grande valore storico e la sua importanza strategica. Lo si può riconoscere per una croce di colore rosso dipinta sulla facciata durante la seconda guerra mondiale dalle truppe tedesche che lo trasformarono in campo ospedaliero. E possibile vedere le stanze, una cappella con ancora visibile un affresco rappresentante una magnifica Madonna Nera, la sala capitolare, con archi a tutto sesto e tracce di camini in cui travertini sono stati trafugati negli anni. Sul camminamento delle mura perimetrali e possibile avere una vista panoramica su tutta la Valle di Comino. Dal castello si possono ammirare boschi, montagne ed i paesi circostanti della Valle di Comino e il borgo antico di Vicalvi. Il castello è circondato dal vecchio borgo medioevale, fatto di case diroccate e oggetto di recenti progetti di recupero urbano, che hanno riguardato anche la chiesa di San Pietro.
Mura ciclopicheNelle vicinanze del castello sono visibili anche i resti di mura ciclopiche appartenenti ad insediamenti preromani, probabilmente relativi ad una città sannita.

### Altro
- Santuario a San Pio da Pietrelcina situato nella località San Francesco.
- Leone Funerario situato in piazza Giovanni Paolo II, località Delicata.
- Piazza Belvedere situata nel centro storico.
- Piazza del Municipio situata nel centro storico.
- Monumento ai caduti situato nel centro storico.
- Edicola sacra, cippo della croce.-[10] situato in viale Roma.

### Aree naturali
- Parco nazionale d'Abruzzo, Lazio e Molise.
- Dolina carsica Fossa Alice: Monte Morrone.

## Società

### Evoluzione demografica
Abitanti censiti

### Religione
La popolazione professa per la maggior parte la religione cattolica nell'ambito della diocesi di Sora-Cassino-Aquino-Pontecorvo

## Cultura

### Cucina
Specialità enogastronomiche
- La minestra
- Sagne e fagioli
- Polenta

Vini DOC
Il territorio comunale è luogo di produzione di alcuni vini regolamentati dal disciplinare Atina DOC.
Eventi
- San Bernardino da Siena, 20 maggio festa patronale con processione e festeggiamenti.
- San Francesco d'Assisi, 1/2 agosto
- Estate Vicalvese con sagre nelle contrade.
- Madonna dell'Immacolata e Madonna del Rosario,[13] primo sabato e domenica di ottobre con processione e festeggiamenti.[14]
- Fiera di San Nicandro, località Borgo Vicalvi.

## Economia
Di seguito la tabella storica elaborata dall'Istat a tema Unità locali, intesa come numero di imprese attive, ed addetti, intesi come numero di addetti delle imprese locali attive (valori medi annui).
|           | 2015                  |                              |                            |                |                       |                     | 2014                  |                | 2013                  |                |
| --------- | --------------------- | ---------------------------- | -------------------------- | -------------- | --------------------- | ------------------- | --------------------- | -------------- | --------------------- | -------------- |
|           | Numero imprese attive | % Provinciale Imprese attive | % Regionale Imprese attive | Numero addetti | % Provinciale Addetti | % Regionale Addetti | Numero imprese attive | Numero addetti | Numero imprese attive | Numero addetti |
| Vicalvi   | 52                    | 0,15%                        | 0,01%                      | 132            | 0,12%                 | 0,01%               | 53                    | 129            | 58                    | 138            |
| Frosinone | 33.605                |                              | 7,38%                      | 106.578        |                       | 6,92%               | 34.015                | 107.546        | 35.081                | 111.529        |
| Lazio     | 455.591               |                              |                            | 1.539.359      |                       |                     | 457.686               | 1.510.459      | 464.094               | 1.525.471      |

Nel 2015 le 52 imprese operanti nel territorio comunale, che rappresentavano lo 0,15% del totale provinciale (33.605 imprese attive), hanno occupato 132 addetti, lo 0,12% del dato provinciale; in media, ogni impresa nel 2015 ha occupato due addetti (2,54).

## Amministrazione
Nel 1927, a seguito del riordino delle circoscrizioni provinciali stabilito dal regio decreto n. 1 del 2 gennaio 1927, per volontà del governo fascista, quando venne istituita la provincia di Frosinone, Vicalvi passò dalla provincia di Caserta a quella di Frosinone. Nel 1957 Posta Fibreno si staccò dal comune di Vicalvi, diventando comune autonomo.

### Altre informazioni amministrative
- Situato all'interno della Comunità montana Valle di Comino/ Valle di Comino a ridosso dell'Appennino abruzzese del Parco nazionale d'Abruzzo, Lazio e Molise.